# 俄罗斯报
《俄罗斯报》（俄語：Российская газета，羅馬化：Rossiyskaya Gazeta）由俄罗斯报社主办，是俄罗斯政府的官方报纸。负责发布俄罗斯所有法律法规和国家机关公告。除其官方职能以外，该报还是一份及时发布俄罗斯及世界各地新闻、时事、各方观点以及评论等全方位内容的日报，是俄罗斯报界极具权威性的一家报纸。《俄罗斯报》日发行量超过18.5万份，每周发行量达到350万份。

## 焦点新闻外的俄罗斯项目

### 介绍
《焦点新闻外的俄罗斯》国际传媒项目（Russia Beyond The Headlines，简称RBTH）是《俄罗斯报》报业集团旗下的重要国际项目之一，负责在世界范围内用不同语言发布与俄罗斯有关的新闻和报道。《焦点新闻外的俄罗斯》于2007年正式启动，目前已在全世界21个国家用16种语言发行27种专刊。项目覆盖范围包括金砖国家（除南非以外）、“20国集团”成员国（除加拿大、墨西哥、土耳其和沙特阿拉伯），以及欧盟和亚太经合组织成员。《焦点新闻外的俄罗斯》专刊中的内容反映了俄罗斯社会思想发展的各个方面，并对俄罗斯国内及国际事务，以及俄罗斯在国际社会中的地位和作用等进行充分报道。
《焦点新闻外的俄罗斯》项目旗下www.rbth.ru网站用14种语言（英语、法语、意大利语、西班牙语、德语、葡萄牙语、中文、日语、希腊语、塞尔维亚语、克罗地亚语、马其顿语、保加利亚语和韩语）对外发布信息。同时，在印度和亚太地区开设区域性英文网站。

### 合作伙伴
- 美国：《华盛顿邮报》 、《纽约时报》、《华尔街日报》
- 欧洲：英国《每日电讯报》、法国《费加罗报》、德国《南德意志报》、意大利《共和报》、比利时《晚报》、西班牙《国家报》、保加利亚《杜马报》、塞尔维亚《地缘政治》杂志、《治报》、马其顿《新马其顿报》、希腊《卫城报》
- 亚太地区：中国大陆 《环球时报》、香港《南华早报》、韩国《中央日报》、日本《每日新闻》、印度《印度经济时报》、《新印度时报》、澳大利亚《悉尼先驱晨报》、《世纪报》
- 拉美：阿根廷《全国日报》、巴西《圣保罗页报》、乌拉圭《观察家报》
- 近东：阿联酋《海湾新闻报》、《海湾日报》

### 俄罗斯报中文网站
《透视俄罗斯》是俄罗斯报国际传媒项目“焦点新闻外的俄罗斯”的中文版新闻网站。透视俄罗斯网站的前身为《俄中评论》（www.ezhong.ru），2013年3月改版更名为透视俄罗斯。透视俄罗斯网站主要是对俄罗斯国内政治、经济、外交、文化、教育、科学等各领域的信息与咨询进行实时和深度报道，并对俄中关系以及国际大事进行深入解读和评论。

### 透视俄罗斯报紙質版
透视俄罗斯报作为《俄罗斯报》旗下国际项目《焦点新闻外的俄罗斯》的组成部分,每月以专刊形式随《环球时报》一同发行。目前，《透视俄罗斯》在中国部分省份和地区发行，其中包括北京、上海、天津和重庆、黑龙江省、辽宁省、吉林省、山东省、江苏省、浙江省、福建省、广东省、四川省、海南省、内蒙古、新疆、西藏等17个直辖市、省和自治区。专刊上刊登的所有文章和内容均可以在透视俄罗斯中文网站上找到相应的新闻讯息。